# Liste der Naturdenkmale in Börsborn
Die Liste der Naturdenkmale in Börsborn nennt die im Gemeindegebiet von Börsborn ausgewiesenen Naturdenkmale (Stand 27. April 2024).

## Naturdenkmale
| Nr.         | Bezeichnung | Lage                                   | Beschreibung                                      | Bild                          |
| ----------- | ----------- | -------------------------------------- | ------------------------------------------------- | ----------------------------- |
| ND-7336-373 | Muhleiche   | nordwestlich des Ortes an der K 8 Lage | auch Muldeneiche; Quercus robur, vor 1500 gekeimt | mehr Fotos \| Fotos hochladen |